# بول روبسون
بول روبسون (بالإنجليزية: Paul Robeson)‏ (و. 1898 – 1976 م) هو مغن، ومحام، وكاتب، وموسيقي، ولاعب كرة السلة، ولاعب كرة قدم أمريكية، وممثل أفلام، من الولايات المتحدة، ولد في برينستون، مركز لعبه هو خلفية ‏، وكان عضوًا في فاي بيتا كابا، توفي في فيلادلفيا، عن عمر يناهز 78 عاماً، بسبب سكتة.
في سنة 1915، فاز روبسون بمنحة دراسية في كلية روتجرز. بينما كان هناك، فاز بالإجماع بلقب أفضل لاعب لكرة القدم الأمريكية الجامعية، وكان الطالب المتفوق المتحدث باسم صفه. صل على بكالوريوس في القانون من كلية الحقوق بجامعة كولومبيا خلال فترة انضمامه للدوري الوطني لكرة القدم الأمريكية. بعد تخرجه، أصبح رمزًا لعصر نهضة هارلم مع أدائه أدوارًا في كل من عملي «ذا إمبيرور جونز» و«أول غادز تشيلون غات وينغز».
قدم روبسون عرضًا في بريطانيا خلال قيامه بعروض جوالة ميلودرامية بعنوان «فودو»، سنة 1922، و«إمبيرور جونز» سنة 1925. في عام 1928، أحرز روبسون نجاحًا باهرًا في العرض الأول من «شو بوت» الذي تم في لندن. خلال إقامته في لندن لعدة سنوات مع زوجته إيسلندا، استمر روبسون في كونه فنان حفلات، وشارك في بطولة مسرحية «عطيل» التي أنتجت في لندن، وهي المسرحية الأولى من أصل ثلاث عرضت خلال مسيرته الفنية. استرعى الانتباه بمشاركته في فيلم «ساندرز أوف ذا ريفر» سنة 1935، وفي إنتاج فيلم «شو بوت» سنة 1936. بدأ روبسون نشاطه السياسي بانخراطه مع العمال العاطلين عن العمل والطلاب المناهضين للإمبريالية في بريطانيا، واستمر في ذلك من خلال دعمه الجبهة الجمهورية أثناء الحرب الأهلية الإسبانية، كما انخرط في مجلس الشؤون الأفريقية.
بعد عودته إلى الولايات المتحدة في عام 1939، ساند روبسون جهود الحرب التي بذلتها الولايات المتحدة وحلفاؤها خلال الحرب العالمية الثانية. إلا أن تاريخه في دعم قضايا الحقوق المدنية والسياسات السوفييتية كان سببًا في إلقاء مكتب التحقيقات الفيدرالي الضوء عليه. بعد انتهاء الحرب، وضع مجلس الشؤون الأفريقية على قائمة النائب العام للمنظمات التخريبية. حقق مع روبسون خلال عهد المكارثية. نظرًا لإقراره بعدم التراجع عن دعوته العلنية، سحبت وزارة الخارجية الأمريكية جواز سفره؛ انخفض دخله نتيجة لذلك. انتقل إلى هارلم ونشر مجلة دورية أسماها «فريدوم (حرية)»، انتقدت سياسات الولايات المتحدة بين عامي 1950 و1955. استعاد روبسون حقه في السفر في نهاية المطاف نتيجة قرار صادر عن المحكمة العليا للولايات المتحدة عام 1958 في قضية كينت ضد دوليس.
بين عامي 1925 و161 سجل روبسون وأطلق نحو 276 أغنية. أولها كان الأغنية الروحانية «ستيل أواي» إلى جانب أغنية «وير يو ذير» سنة 1925. شملت مؤلفات روبسون المسجلة أنماطًا موسيقية عدة، بما فيها الأمريكانا والمقاييس الشعبية والموسيقى الكلاسيكية والأغاني الشعبية الأوروبية والأغاني السياسية والشعر والمقتطفات الشفهية من المسرحيات.

## نشأته

### طفولته: 1898 – 1915
ولد روبسون في برنستون، نيوجيرسي سنة 1898، للكاهن وليم درو روبسون وأمه ماريا لويزا بوستيل. كانت أمه فردًا من آل بوستيل، وهي عائلة كويكرز (أفراد جمعية الأصدقاء الدينية) بارزة من أصل مختلط. يعود أصل أبيه وليم إلى شعب الإيغبو، وولد تحت العبودية. وهرب وليم من مزرعة في مراهقته، وأصبح بعدئذ كاهنًا في كنيسة ويذرسبون ستريت المشيخية في برنستون سنة 1881. كان لروبسون ثلاثة أخوة: ويليام درو جونيور (ولد سنة 1881)، وريف (ولد سنة 1887)، وبين (ولد سنة 1893)؛ وأخت واحدة تدعى ماريان (ولدت سنة 1895).
في سنة 1900، نشب خلاف بين وليم والداعمين الماليين لكنيسة ويذرسبون بدوافع عرقية ظاهرة، وهو ما كان سائدًا آنذاك في برينستون. في سنة 1901، استقال وليم، الذي كان يحظى بدعم كامل بين جموع السود. أجبره فقدان منصبه على العمل في وظائف وضيعة. بعد ثلاث سنوات عندما كان روبسون في سن السادسة، ماتت أمه، التي كانت عمياء تقريبًا، في حريق منزل. في آخر الأمر، صار وليم عاجزًا ماديًا عن توفير بيت له ولأولاده الذين لا يزالون يعيشون في البيت، بين وبول، لذا انتقلوا للعيش في علية متجر في وستفيلد، نيو جيرسي.
وجد وليم بيت قسيس في للكنيسة الأسقفية الميثودية الأفريقية سنة 1910، حيث حل روبسون مكان أبيه في العظات عندما كان لديه عمل خارجًا. في سنة 1912، التحق روبسون بمدرسة سومرفيل الثانوية في نيو جيرسي، حيث أدى أدوارًا في كل من مسرحيتي «عطيل» و«يوليوس قيصر»، وغنى في جوقة غنائية، وبرع في كرة القدم، وكرة السلة، وكرة البيسبول والجري في مضمار. أثارت هيمنته الرياضية سخرية عرقية قابلها بالتجاهل. قبيل تخرجه، فاز بمسابقة أكاديمية على نطاق الولاية للحصول على منحة دراسية للدراسة في جامعة روتجرز، واختير عريفًا على صفه. عمل نادلًا في عطلة الصيف في نارغانست بير، رود آيلاند، حيث التقى بصديقه فريتز بولارد، الذي أصبح لاحقًا أول مدرب أمريكي من أصل أفريقي في الدوري الوطني لكرة القدم.

### جامعة روتجرز: 1915 – 1919
في أواخر عام 1915، أصبح روبسون ثالث تلميذ أمريكي من أصل أفريقي يسجل في روتجرز، والوحيد حينئذ. حاول المشاركة في في فريق جامعة روتجرز «سكارليت نايتس» لكرة القدم، حينها اختبر عزمه على تجميع الفريق حيث لعب فريقه على نحو مبالغ به كسر خلاله أنفه وخلع كتفه. قرر المدرب فوستر سانفورد أن روبسون تغلب على المناوشة التي حصلت وأعلن أنه نجح في تكوين الفريق.
انضم روبسون إلى الفريق المتنازع عليه، وغنى خارج الحرم الجامعي من أجل المال، وعلى نحو غير رسمي في الحرم الجامعي مع «نادي غلي»، لأن العضوية تتطلب حضور أفراد مختلطين من البيض. انضم أيضًا إلى الفرق الرياضية الجماعية الأخرى. طرد عندما كان في سنته الجامعية الثانية، وسط احتفال روتجرز بالذكرى الخمسين سنة بعد المئة، وذلك عندما رفض فريق كرة قدم جنوبي خوض المباراة لأن فريق سكارليت نايتس حوى فردًا أسود لديه، أي روبسون.
بعد عام متميز في كرة القدم، ألقت عليه مجلة «كرايسيس» الضوء بفضل مواهبه الرياضية والأكاديمية والغنائية. حينئذ، مرض أبوه مرضًا شديدًا. تولى روبسون وحده مسؤولية الاعتناء به، إذ انتقل بين روتجرز وسومرفيل. سرعان ما توفي والده، الذي كان «فخر سنوات شبابه»، وفي روتجرز، لم يسكت روبسون عن التمييز الذي لقيه الأمريكان الأفارقة الذين حاربوا من أجل حماية أمريكا في الحرب العالمية الأولى، لكنهم لم يحصلوا على نفس الفرص في الولايات المتحدة مثل البيض.
أنهى دراسته الجامعية مع أربع خطابات بلاغية، ورسائل تميز في ألعاب رياضية عدة. بلعبه في الخلفية، فاز بالإجماع بلقب أفضل لاعب لكرة القدم الأمريكية الجامعية، في كل من السنتين الأولى والأخيرة. اعتبره لاعب كرة القدم والتر كامب أعظم لاعب خلفية على الإطلاق. من الناحية الأكاديمية، قبل في كل من جمعيتي فاي بيتا كابا وكاب أند سكل. ميزه زملاؤه في الصف من خلال قبوله عريفًا متفوقًا. نشرت صحيفة ديلي تارغوم قصيدة تبرز إنجازاته. في خطاب تخرجه، حث زملائه على العمل من أجل المساواة لجميع الأمريكيين.

### كلية كولومبيا للقانون وزواجه: 1919 – 1923
التحق روبسون بكلية الحقوق بجامعة نيويورك في خريف عام 1919. لإعالة نفسه، أصبح مدربًا مساعدًا لكرة القدم في جامعة لينكولن، حيث انضم إلى جمعية ألفا فاي ألفا. إلا أن روبسون شعر بعدم الارتياح في جامعة نيويورك، وانتقل إلى هارلم ونقل إلى كلية الحقوق بجامعة كولومبيا في شباط 1920. لكونه معروفًا بغنائه بين أوساط السود، اختير لتأدية حفل تدشين جمعية الشابات المسيحيات في هارلم.

## جوائز
حصل على جوائز منها:
- جائزة غرامي لإنجاز العمر (1998)
- جائزة  بول روبسون [الإنجليزية]‏ (1974)
- عضوية قاعة مشاهير صناع السينما السود [الإنجليزية]‏ (1974)
- قلادة سبينغارن (1944)
- جائزة ستالين الدولية لتعزيز السلام عام 1953.[26]
- عضوية قاعة شرف نيوجيرسي  [لغات أخرى]‏.

## وصلات خارجية
- بول روبسون على موقع مرجع كرة القدم المحترفة.كوم (الإنجليزية)
- بول روبسون على موقع IMDb (الإنجليزية)
- بول روبسون على موقع الموسوعة البريطانية (الإنجليزية)
- بول روبسون على موقع روتن توميتوز (الإنجليزية)
- بول روبسون على موقع مونزينجر (الألمانية)
- بول روبسون على موقع ألو سيني (الفرنسية)
- بول روبسون على موقع ميوزك برينز (الإنجليزية)
- بول روبسون على موقع أول موفي (الإنجليزية)
- بول روبسون على موقع قاعدة بيانات برودواي على الإنترنت (الإنجليزية)
- بول روبسون على موقع قاعدة بيانات الأفلام السويدية (السويدية)
- بول روبسون على موقع إن إن دي بي (الإنجليزية)